# El makinon
El makinon è un singolo della cantante colombiana Karol G e della cantante statunitense Mariah Angeliq, pubblicato il 24 marzo 2021 come quinto estratto dal terzo album in studio di Karol G KG0516.

## Promozione
Le due artiste hanno eseguito El makinon per la prima volta in televisione al Latin American Music Award il 15 aprile 2021 e Karol G l'ha presentato ai Billboard Music Awards in un medley con Bichota il 23 maggio successivo.

## Video musicale
Il video musicale è stato reso disponibile in concomitanza con l'uscita del singolo.

## Tracce
Testi e musiche di Carolina Giraldo Navarro, Freddy Montalvo, Gabriel Armando Mora Quintero, Jose Carlos Cruz e Mariah Angelique Pérez.
1. El makinon – 3:29

## Formazione
- Karol G – voce
- Mariah Angeliq – voce
- Rob Kinelski – missaggio

## Classifiche

### Classifiche settimanali
| Classifica (2021-22)  | Posizione massima |
| --------------------- | ----------------- |
| Argentina             | 9                 |
| Colombia              | 4                 |
| Costa Rica            | 5                 |
| El Salvador           | 8                 |
| Messico               | 8                 |
| Panama                | 5                 |
| Paraguay              | 114               |
| Perù                  | 4                 |
| Repubblica Dominicana | 1                 |
| Spagna                | 6                 |
| Stati Uniti           | 104               |

### Classifiche di fine anno
| Classifica (2021) | Posizione |
| ----------------- | --------- |
| Spagna            | 38        |